# دینه مانوف
دینه مانوف (انگلیسی: Dinah Manoff؛ زادهٔ ۲۵ ژانویهٔ ۱۹۵۶) یک هنرپیشه اهل ایالات متحده آمریکا است.
وی از سال ۱۹۷۵ میلادی تاکنون مشغول فعالیت بوده‌است.

## گزیده فیلمشناسی
از فیلم‌ها یا برنامه‌های تلویزیونی که وی در آن نقش داشته‌است می‌توان به آثار زیر اشاره کرد.
- گریس (فیلم) (۱۹۷۸)
- مردم معمولی (۱۹۸۰)
- بازی بچگانه (فیلم ۱۹۸۸) (۱۹۸۸)
- سگ‌های شکاری برادوی (۱۹۸۹)
- به خانه خوش آمدید (۱۹۹۰)
- بارت یک اتاق دارد (۲۰۰۸)
- لو گرانت (مجموعه تلویزیونی) (۱۹۷۹)